# Выборы в Законодательную думу Хабаровского края (2024)
Выборы в Законодательную думу Хабаровского края восьмого созыва состоялись в единый день голосования 6—8 сентября, одновременно с досрочными выборами губернатора края. Избраны 36 депутатов по смешанной избирательной системе: 12 депутатов по единому избирательному округу по пропорциональной, когда избиратели голосуют за списки кандидатов от партии, а 24 депутата по мажоритарной, когда избиратели голосуют за кандидата в своём избирательном округе. Депутаты избираются на пять лет. Один из избранных депутатов делегирован в Совет Федерации и освободил мандат.

## Предшествующие события
Выборы предыдущего 7 созыва состоялись 8 сентября 2019 года. Из 36 мандатов 30 получили кандидаты от ЛДПР. Остальные 6 мест получили: КПРФ — 3 места, «Единая Россия» - 2 места, самовыдвиженец, член партии «Яблоко» - 1 место.
2 октября 2019 года на первом заседании председателем думы избрали Ирину Зикунову (ЛДПР). Впервые за всю 25-летнюю историю краевого парламента должность спикера заняла женщина.
В июне 2024 года, прямо перед выборами, спикер Хабаровской краевой думы Ирина Зикунова вышла из ЛДПР, не объяснив причину.
23 октября 2019 года депутаты избрали на должность представителя в Совете Федерации Дмитрия Приятнова, избранного по списку ЛДПР. Он сложил с себя депутатские полномочия, а освободившийся мандат был предложен Павлу Сивкову, (ЛДПР, Комсомольская группа), а после его отказа передан Алексею Беломестнову (ЛДПР, Хабаровская группа №2) Однако вскоре выяснилось, что у Приятнова имеется погашенная в 2009 году судимость, о которой не сообщалось при регистрации списка. 31 октября 2019 года Приятнов добровольно сложил полномочия сенатора, пробыв в должности всего неделю. При этом в ЦИК РФ заявили о намерении провести служебное расследование в отношении Хабаровской краевой избирательной комиссии. 4 декабря 2019 года депутаты избрали на должность представителя в Совете Федерации Сергея Безденежных (ЛДПР), избранного по Тополевскому одномандатному избирательному округу № 4. Он сложил с себя депутатские полномочия, а на освободившийся мандат были назначены дополнительные выборы в 13 сентября 2020 года. На довыборах были избрана пенсионерка Наталья Чумакова, баллотировавшаяся как самовыдвиженец. В Думе она присоединилась к работе фракции «Единой России».

## Партии и кандидаты

### Выборы по партийным спискам
Общекраевой список кандидатов должен состоять из общерегиональной части и региональных групп. В общерегиональную часть списка может входить от одного до пяти кандидатов. Региональных групп должно быть от 8 до 12. В каждой из региональных групп кандидатов должно быть от 3 до 5 кандидатов.
19 июня избирком опубликовал список из 6 партий, которым при выдвижении кандидатов не требуется собирать подписи избирателей. В него вошли «Единая Россия», КПРФ, «Справедливая Россия — За правду», ЛДПР, «Новые люди», «Коммунисты России». В июле свои общекраевые списки кандидатов выдвинули 9 партий: «Партия пенсионеров», «Гражданская платформа», «Новые люди», «Родина», КПРФ, «Справедливая Россия — За правду», ЛДПР, «Единая Россия», «Коммунисты России». Избирком зарегистрировал 8 партийных списков. Было отказано в регистрации списка партии «Гражданская платформа».
3 августа избирком путём жеребьевки определил порядок размещения партий в избирательном бюллетене.
| Номер | Партия                            | Сбор подписей | Общерегиональная часть списка (от 1 до 5 кандидатов)                                  | Региональных групп | Кандидатов в списке | Статус списка          |
| ----- | --------------------------------- | ------------- | ------------------------------------------------------------------------------------- | ------------------ | ------------------- | ---------------------- |
| 1     | «Единая Россия»                   | освобождены   | Максим Иванов, Алёна Чаплыгина, Николай Шевцов, Виктор Калашников, Николай Антонов    | 12                 | 44                  | зарегистрирован        |
| 2     | КПРФ                              | освобождены   | Пётр Перевезенцев, Константин Кибирев, Павел Мальцев, Денис Евсеенко, Александр Цупко | 12                 | 47                  | зарегистрирован        |
| 3     | «Справедливая Россия — За Правду» | освобождены   | Сергей Безденежных, Михаил Сидоров                                                    | 12                 | 51                  | зарегистрирован        |
| 4     | «Новые люди»                      | освобождены   | Роза Чемерис, Юрий Кондратчик, Сергей Зырянов, Егор Невидимов                         | 12                 | 47                  | зарегистрирован        |
| 5     | «Коммунисты России»               | освобождены   | Владимир Титоренко, Ярослав Сидоров, Алексей Федоров, Ирина Титоренко, Илья Клейменов | 12                 | 64                  | зарегистрирован        |
| 6     | «Партия пенсионеров»              | требуется     | Анатолий Насыров, Павел Мысин, Светлана Мельникова, Сергей Кравцов, Марина Русская    | 12                 | 51                  | зарегистрирован        |
| 7     | ЛДПР                              | освобождены   | Леонид Слуцкий, Сергей Зюбр, Иван Рыбин, Александр Жорник, Ольга Ушакова              | 12                 | 60                  | зарегистрирован        |
| 8     | «Родина»                          | требуется     | Владимир Приходько                                                                    | 10                 | 30                  | зарегистрирован        |
| -     | «Гражданская платформа»           | требуется     | Сергей Головкин                                                                       | 12                 | 36                  | отказано в регистрации |

### Выборы по округам
Схема из 24 одномандатных избирательных округов была принята депутатами Законодательной думы в апреле 2019 года. При этом в Хабаровске определено 10 избирательных округов, в Комсомольске-на-Амуре – 5 избирательных округов.
| № округа | Территория округа                                                                                             | Избирателей в 2019 году | Число кандидатов | Кандидаты                                                                               |
| -------- | --- | ----------------------- | ---------------- | --------------------------------------------------------------------------------------- |
| 1        | Бикинский район, Вяземский район                                                                              | 34 761                  | 4                | Захаров А. Ю. (СРЗП), Ольховая О. А. (ЕР), Потешкин С. А (КПРФ), Цмакалов К. И., (ЛДПР) |
| 2        | район имени Лазо                                                                                              | 37 326                  | -                |                                                                                         |
| 3        | часть Хабаровского района                                                                                     | 35 391                  | -                |                                                                                         |
| 4        | часть Хабаровского района                                                                                     | 27 675                  | -                |                                                                                         |
| 5        | Хабаровск: часть Железнодорожного района                                                                      | 43 488                  | -                |                                                                                         |
| 6        | Хабаровск: часть Железнодорожного района                                                                      | 44 387                  | -                |                                                                                         |
| 7        | Хабаровск: часть Железнодорожного района, часть Краснофлотского района                                        | 40 171                  | -                |                                                                                         |
| 8        | Хабаровск:часть Краснофлотского района                                                                        | 45 130                  | -                |                                                                                         |
| 9        | Хабаровск: Кировский район                                                                                    | 38 654                  | -                |                                                                                         |
| 10       | Хабаровск: часть Центрального района                                                                          | 45 134                  | -                |                                                                                         |
| 11       | Хабаровск: часть Центрального района, часть Индустриального района                                            | 45 010                  | -                |                                                                                         |
| 12       | Хабаровск: часть Индустриального района                                                                       | 45 417                  | -                |                                                                                         |
| 13       | Хабаровск: часть Индустриального района                                                                       | 45 386                  | -                |                                                                                         |
| 14       | Хабаровск: часть Индустриального района                                                                       | 44 981                  | -                |                                                                                         |
| 15       | Советско-Гаванский район, часть Ванинского района                                                             | 52 701                  | -                |                                                                                         |
| 16       | Комсомольский район, Нанайский район, Ульчский район, часть Ванинского района                                 | 48 400                  | -                |                                                                                         |
| 17       | часть г. Комсомольска-на-Амуре                                                                                | 37 531                  | -                |                                                                                         |
| 18       | часть г. Комсомольска-на-Амуре                                                                                | 37 656                  | -                |                                                                                         |
| 19       | часть г. Комсомольска-на-Амуре                                                                                | 37 557                  | -                |                                                                                         |
| 20       | часть г. Комсомольска-на-Амуре                                                                                | 37 463                  | -                |                                                                                         |
| 21       | часть г. Комсомольска-на-Амуре                                                                                | 37 754                  | -                |                                                                                         |
| 22       | Верхнебуреинский район, Солнечный район                                                                       | 44 194                  | -                |                                                                                         |
| 23       | Амурский район                                                                                                | 48 740                  | -                |                                                                                         |
| 24       | Аяно-Майский район, Николаевский район, Охотский район, Тугуро-Чумиканский район, район имени Полины Осипенко | 37 395                  | -                |                                                                                         |

## Результаты
| Место                      | Место                      | Партия                            | по краевым спискам | по краевым спискам | по краевым спискам | по одно- мандатным округам | всего         |  |
| Место                      | Место                      | Партия                            | Голоса             | %                  | Получено мест      | Получено мест              | Получено мест |  |
| -------------------------- | -------------------------- | --------------------------------- | ------------------ | ------------------ | ------------------ | -------------------------- | ------------- |  |
|                            | 1.                         | «Единая Россия»                   | 144 061            | 45,93 %            | 7                  | 21                         | 28            |  |
|                            | 2.                         | ЛДПР                              | 52 528             | 16,75 %            | 2                  | 3                          | 5             |  |
|                            | 3.                         | КПРФ                              | 39 493             | 12,59 %            | 1                  | 0                          | 1             |  |
|                            | 4.                         | «Справедливая Россия — За правду» | 22 969             | 7,32 %             | 1                  | 0                          | 1             |  |
|                            | 5.                         | Новые люди                        | 16 775             | 5,35 %             | 1                  | 0                          | 1             |  |
|                            |                            |                                   |                    |                    |                    |                            |               |  |
|                            | 6.                         | Партия пенсионеров                | 12 758             | 4,07 %             | 0                  | 0                          | 0             |  |
|                            | 7.                         | «Коммунисты России»               | 6293               | 2,01 %             | 0                  | 0                          | 0             |  |
|                            | 8.                         | «Родина»                          | 2778               | 0,89 %             | 0                  | 0                          | 0             |  |
| Недействительные бюллетени | Недействительные бюллетени | Недействительные бюллетени        | 15 986             | 5,10 %             |                    |                            |               |  |
| Всего                      | Всего                      | Всего                             | 313 642            | 100 %              | 12                 | 24                         | 36            |  |